# Distenia samarensis
Distenia samarensis är en skalbaggsart som beskrevs av Jean François Villiers 1959. Distenia samarensis ingår i släktet Distenia och familjen långhorningar.
Artens utbredningsområde är Filippinerna. Inga underarter finns listade i Catalogue of Life.